# Europarlamentari della Polonia della V legislatura
Gli europarlamentari della Polonia della V legislatura, entrati in carica il 1º maggio 2004 (detenendo, in precedenza, lo status di osservatore), furono i seguenti.

## Composizione storica
| Europarlamentare                  | Lista                               | Gruppo |
| --------------------------------- | ----------------------------------- | ------ |
| Adam Biela                        | Lega delle Famiglie Polacche        | NI     |
| Adam Bielan                       | Diritto e Giustizia                 | PPE-DE |
| Andrzej Chronowski                | Movimento Sociale AWS               | PPE-DE |
| Zbigniew Chrzanowski              | Partito Conservatore-Popolare       | PPE-DE |
| Danuta Ciborowska                 | Alleanza della Sinistra Democratica | PSE    |
| Grażyna Jolanta Ciemniak          | Alleanza della Sinistra Democratica | PSE    |
| Zygmunt Alojzy Cybulski           | Alleanza della Sinistra Democratica | PSE    |
| Bernard Drzęźla                   | Alleanza della Sinistra Democratica | PSE    |
| Krzysztof Filipek                 | Autodifesa della Repubblica Polacca | NI     |
| Piotr Gadzinowski                 | Alleanza della Sinistra Democratica | PSE    |
| Andrzej Józef Gałażewski          | Piattaforma Civica                  | PPE-DE |
| Andrzej Karol Gawłowski           | Alleanza della Sinistra Democratica | PSE    |
| Maciej Marian Giertych            | Lega delle Famiglie Polacche        | NI     |
| Genowefa Grabowska                | Alleanza della Sinistra Democratica | PSE    |
| Zofia Grzebisz-Nowicka            | Alleanza della Sinistra Democratica | PSE    |
| Andrzej Grzyb                     | Partito Popolare Polacco            | PPE-DE |
| Tadeusz Iwiński                   | Alleanza della Sinistra Democratica | PSE    |
| Jerzy Jaskiernia                  | Alleanza della Sinistra Democratica | PSE    |
| Ryszard Roman Kalisz              | Alleanza della Sinistra Democratica | PSE    |
| Michał Tomasz Kamiński            | Diritto e Giustizia                 | PPE-DE |
| Bogdan Klich                      | Piattaforma Civica                  | PPE-DE |
| Eugeniusz Kłopotek                | Partito Popolare Polacco            | PPE-DE |
| Wacław Klukowski                  | Blocco dei Contadini Polacchi       | NI     |
| Bronisława Kowalska               | Alleanza della Sinistra Democratica | PSE    |
| Józef Jerzy Kubica                | Unione del Lavoro                   | PSE    |
| Andrzej Zbigniew Lepper           | Autodifesa della Repubblica Polacca | NI     |
| Janusz Lewandowski                | Piattaforma Civica                  | PPE-DE |
| Bogusław Liberadzki               | Alleanza della Sinistra Democratica | PSE    |
| Marcin Libicki                    | Diritto e Giustizia                 | PPE-DE |
| Janusz Stanisław Lisak            | Unione del Lavoro                   | PSE    |
| Bogusław Litwiniec                | Alleanza della Sinistra Democratica | PSE    |
| Stanisław Łyżwiński               | Autodifesa della Repubblica Polacca | NI     |
| Antoni Macierewicz                | Movimento Cattolico-Nazionale       | NI     |
| Agnieszka Pasternak               | Alleanza della Sinistra Democratica | PSE    |
| Andrzej Lech Pęczak               | Alleanza della Sinistra Democratica | PSE    |
| Jerzy Pieniążek                   | Alleanza della Sinistra Democratica | PSE    |
| Bogdan Leszek Podgórski           | Alleanza della Sinistra Democratica | PSE    |
| Jacek Protasiewicz                | Piattaforma Civica                  | PPE-DE |
| Sylwia Pusz                       | Alleanza della Sinistra Democratica | PSE    |
| Krzysztof Rutkowski               | Partito Popolare-Democratico        | NI     |
| Czesław Adam Siekierski           | Partito Popolare Polacco            | PPE-DE |
| Robert Smoleń                     | Alleanza della Sinistra Democratica | PSE    |
| Jerzy Kazimierz Smorawiński       | Partito Popolare Polacco            | PPE-DE |
| Aleksander Marek Szczygło         | Diritto e Giustizia                 | PPE-DE |
| Jan Walenty Tomaka                | Piattaforma Civica                  | PPE-DE |
| Witold Tomczak                    | Lega delle Famiglie Polacche        | NI     |
| Jerzy Jan Wenderlich              | Alleanza della Sinistra Democratica | PSE    |
| Marek Damian Widuch               | Alleanza della Sinistra Democratica | PSE    |
| Marek Michał Wikiński             | Alleanza della Sinistra Democratica | PSE    |
| Małgorzata Winiarczyk-Kossakowska | Alleanza della Sinistra Democratica | PSE    |
| Genowefa Wiśniowska               | Autodifesa della Repubblica Polacca | NI     |
| Edmund Kazimierz Wittbrodt        | Blocco Senato 2001                  | PPE-DE |
| Janusz Wojciechowski              | Partito Popolare Polacco            | PPE-DE |
| Marian Żenkiewicz                 | Alleanza della Sinistra Democratica | PSE    |

## Modifiche intervenute
- In data 04.05.2004 a Ryszard Roman Kalisz subentra Zbyszek Zaborowski.
- In data 18.12.2003 gli osservatori nominati in rappresentanza di Diritto e Giustizia lasciano il gruppo PPE-DE e aderiscono al gruppo Unione per l'Europa delle Nazioni.